# 富田駅 (三重県)

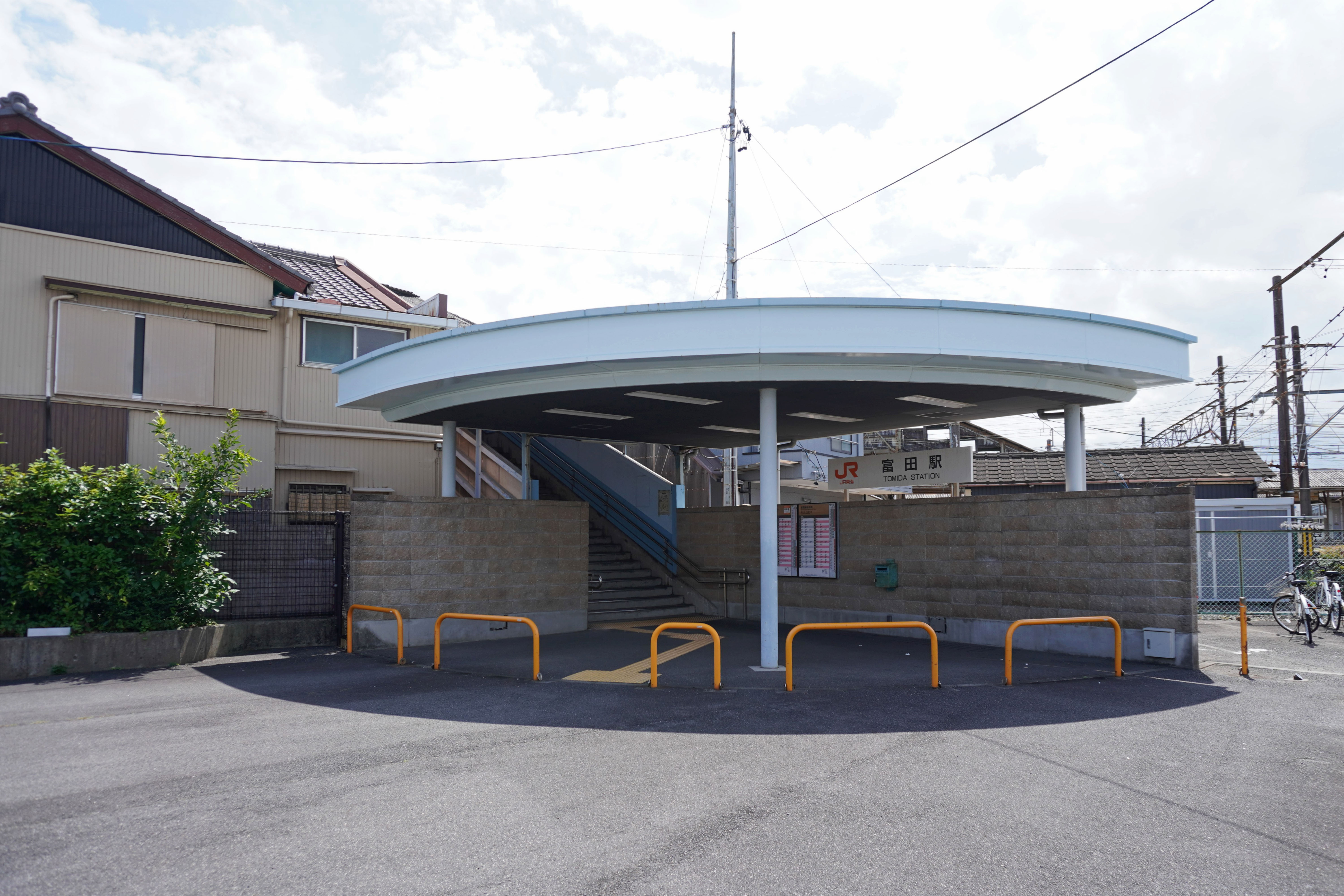
東側出入口（2023年7月）

富田駅（とみだえき）は、三重県四日市市富田三丁目にある、東海旅客鉄道（JR東海）・三岐鉄道の駅である。駅番号はCJ09。

## 乗り入れ路線
JR東海の関西本線と、三岐鉄道の貨物線である三岐線が乗り入れる。旅客営業上は関西本線単独駅の扱いを受ける。
関西本線の運行形態の詳細は「関西線 (名古屋地区)」を参照。
貨車入換などの業務は日本貨物鉄道（JR貨物）・三岐鉄道に委託されている。
国鉄時代は急行列車「紀州」（名古屋駅と紀勢本線経由紀伊勝浦駅を結ぶ）、「かすが」（奈良駅発着）、「平安」（草津線経由京都駅発着）等の停車駅であった。国鉄最後の1986年11月1日ダイヤ改正で、当時設定されていた唯一の急行列車「かすが」が停車から通過に変更され、国鉄分割民営化後に設定された快速（「みえ」及び無愛称の電車快速とも）は各駅停車区間に含まれる場合を除き停車駅から外されている。
かつては三岐鉄道の旅客列車すべてが当駅へ乗り入れていたが、1970年（昭和45年）6月の近鉄連絡線開業後は大半の列車が近鉄富田駅へ乗り入れるようになり、当駅発着の列車は大幅に削減された。その後、1985年（昭和60年）には当駅への乗り入れが廃止された。

## 歴史
- 1894年（明治27年）7月5日：関西鉄道桑名仮停車場 - 四日市間延伸時に開業[5]。一般駅[5]。
- 1907年（明治40年）10月1日：国有化[5]。
- 1909年（明治42年）10月12日：線路名称制定。関西本線の所属となる[6]。
- 1931年（昭和6年）7月23日：三岐鉄道が富田 - 東藤原間で開業し、当駅に乗り入れ[7]。
- 1982年（昭和57年）11月15日：車扱貨物の取扱いを廃止[5]。
- 1985年（昭和60年）3月14日：三岐鉄道富田駅が旅客営業を休止[8]。荷物の取扱いを廃止。
- 1987年（昭和62年）4月1日：国鉄分割民営化により、国鉄駅はJR東海の駅となる[5]。
- 1992年（平成4年）11月：JR全線きっぷうりば営業開始。
- 2006年（平成18年）11月25日：TOICA導入。
- 2011年（平成23年）4月1日：簡易委託終了により無人化。

## 駅構造
単式ホーム1面1線と島式ホーム1面2線、合計2面3線のホームを持つ地上駅で、名古屋方面は複線、亀山方面は単線の列車交換可能駅である。駅東西に出入口がある。西駅舎は単式ホーム（1番線）に接続し、各ホームと両出入口が跨線橋により結ばれている。トイレは1番線ホームに設置されている。
通常は1・2番線を使用し、朝夕の一部下り列車のみ3番線発着となる。
3番線の東側には、三岐鉄道の着発線と多数の側線が広がる。その中に、かつて三岐鉄道が使用した島式ホームがあり、現在も駅名標が残っている。
桑名駅管理の無人駅。かつては東海交通事業による簡易委託駅で西口に窓口があったが、2011年3月に簡易委託は終了し無人化された。TOICAは簡易改札機による対応。
東口は、かつて三岐鉄道が管理していたが、旅客列車が近鉄富田駅に完全移行した際に無人化された。東口駅舎は、付近にイオン四日市北ショッピングセンターが開業した際に撤去・改装された。なお、東口に隣接して三岐鉄道本社屋が置かれている。
国鉄時代には西口駅舎を出て右側（駅写真の左小屋根部分）に鉄道小荷物の受付があった。また、昭和40年代まで西駅舎の中で駅売店が営業していた。

### のりば
| 番線 | 路線                       | 方向                       | 行先                       |
| ---- | -------------------------- | -------------------------- | -------------------------- |
| 1    | CJ 関西本線                | 上り                       | 名古屋方面                 |
| 2・3 | CJ 関西本線                | 下り                       | 四日市・松阪方面           |
| 4・5 | （旧三岐線ホーム、閉鎖中） | （旧三岐線ホーム、閉鎖中） | （旧三岐線ホーム、閉鎖中） |

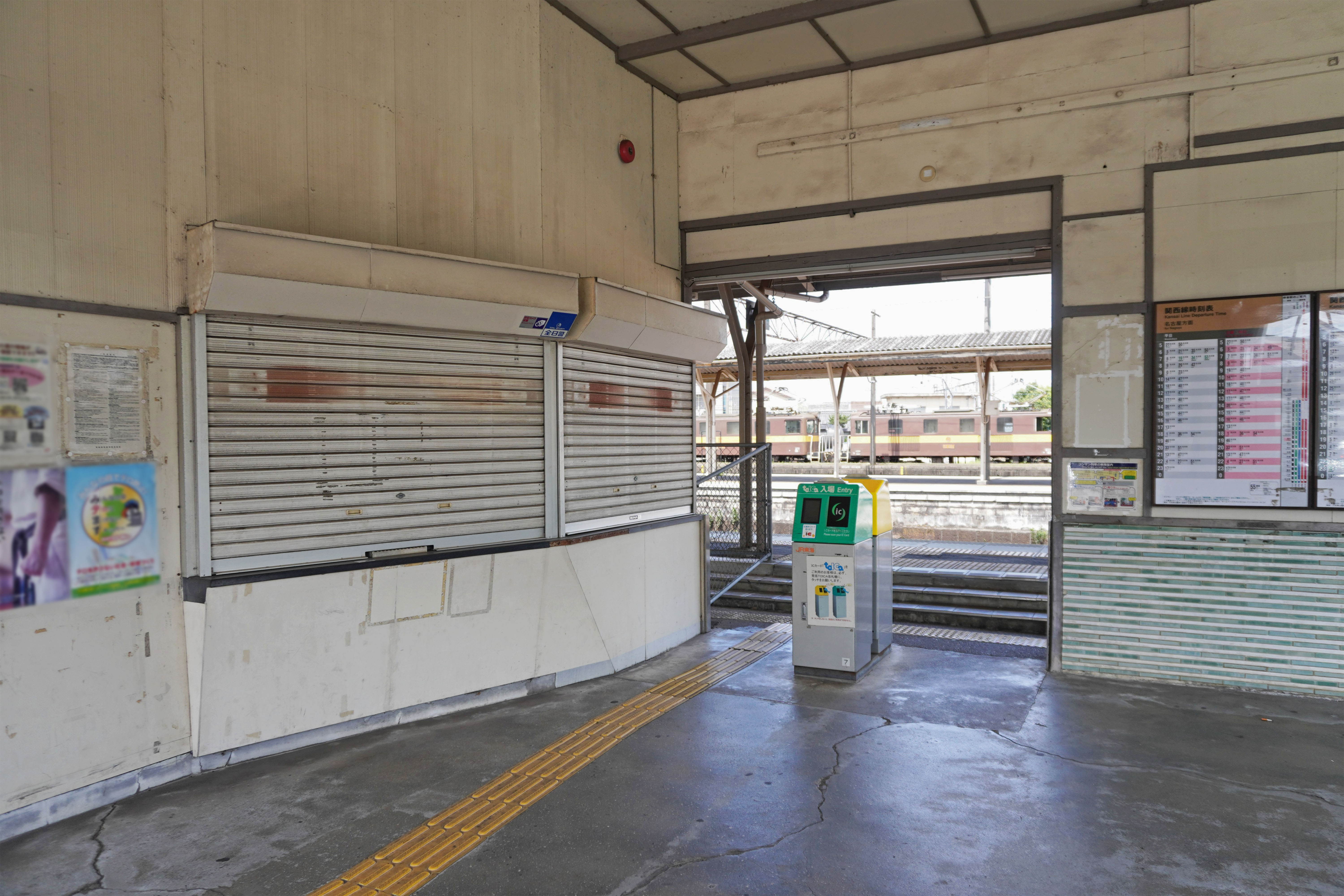
駅舎内改札口（2023年7月）
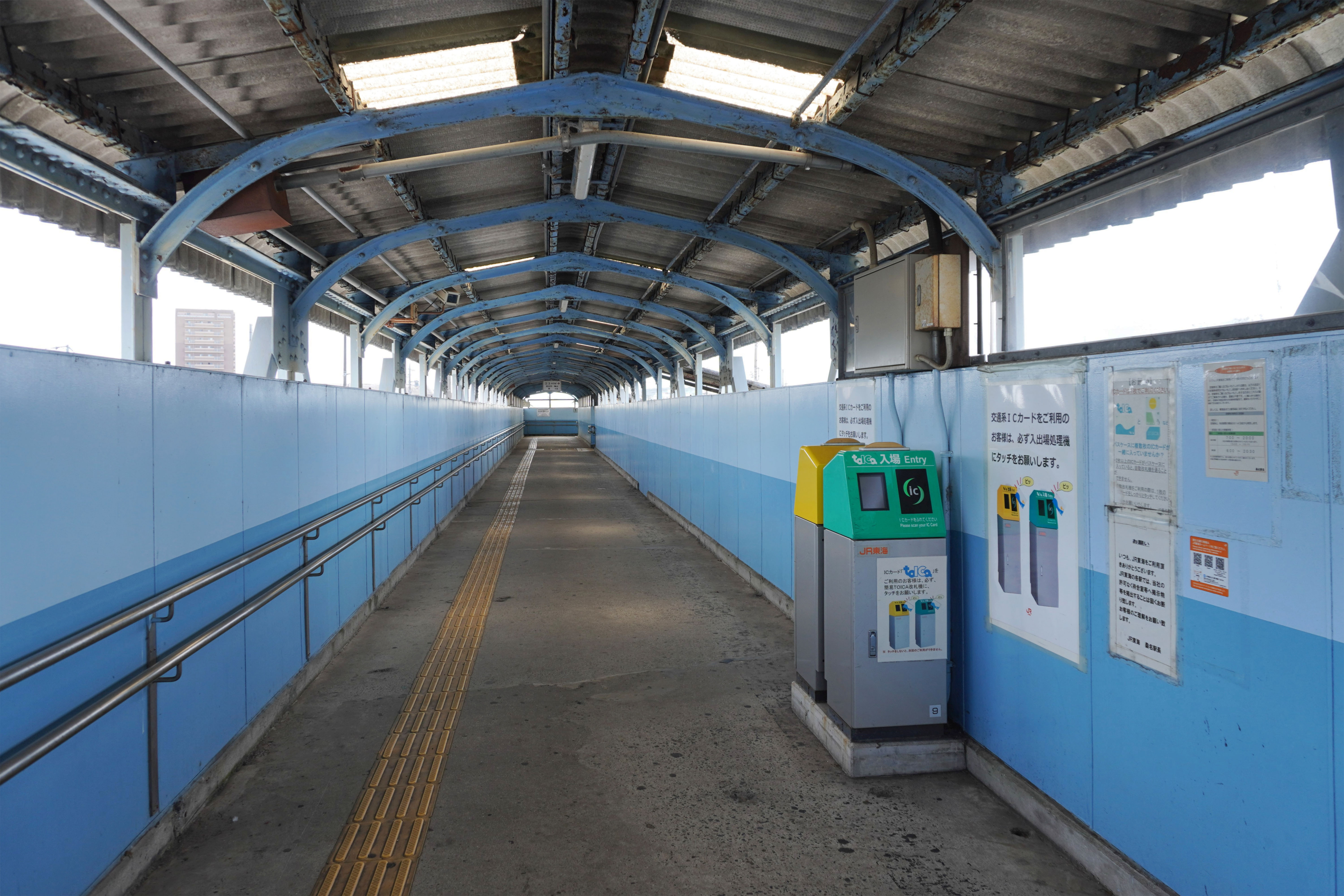
跨線橋内（2023年7月）
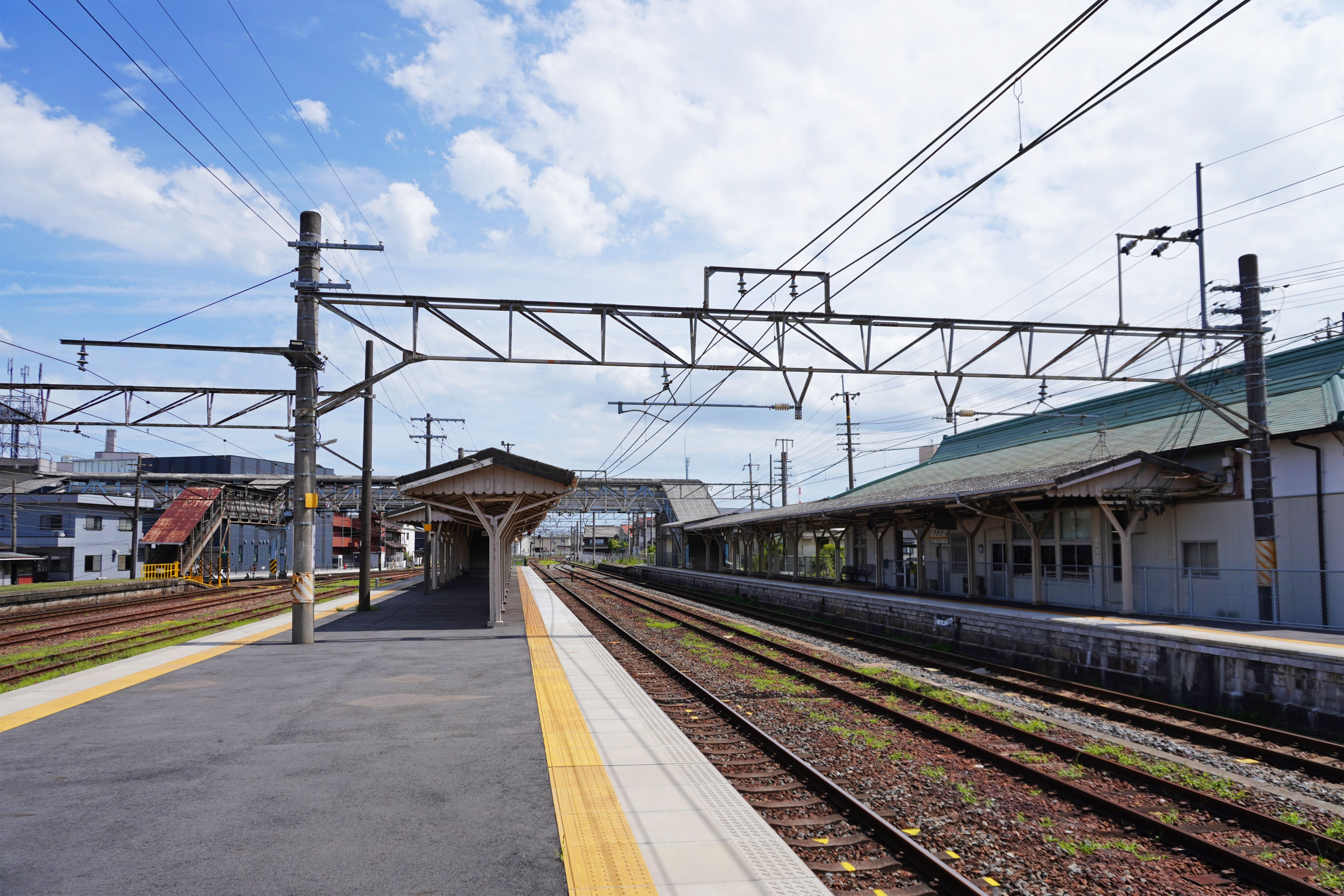
ホーム（2023年7月）

### 配線図
|                       | ↑ 近鉄名古屋方面                |              |
| ← 名古屋方面          | 富田駅・近鉄富田駅 構内配線略図 | → 四日市方面 |
|                       | ↓ 西藤原方面 ↓近鉄四日市方面    |              |
| 凡例 出典: 2009年現在 |                                 |              |

## 停車列車

### 旅客列車
区間快速と普通列車が停車する。一部の下り四日市・亀山方面の普通列車が当駅で待避を行なうことがある（上り列車は桑名駅）。また、特急「南紀」や快速「みえ」、亀山駅発着の快速も対向列車待ちで運転停車する場合がある（客扱いは行なわない）。
8月下旬に開催される四日市花火大会の際には快速が臨時停車する。

### 貨物列車
- 当駅では、専用貨物列車が三岐線から関西本線に移る際に牽引する機関車を交換している。そのため、JR貨物所有のディーゼル機関車が必ず1本待機している。
- 2013年3月改正時点では、タンク車などを連結する専用貨物列車は、セメント輸送の専用貨物列車が当駅を経由して四日市駅方面と東藤原駅の間に1日5往復、炭酸カルシウム・フライアッシュ輸送の専用貨物列車が当駅と稲沢駅を経由して大府駅と東藤原駅の間に1日1往復、当駅から保々駅との間に下りのみ1日2本が運行されている。

## 利用状況
「三重県統計書」によると、1日の平均乗車人員は以下の通りである。
| 年度   | 一日平均 乗車人員 |
| ------ | ----------------- |
| 1998年 | 553               |
| 1999年 | 547               |
| 2000年 | 599               |
| 2001年 | 652               |
| 2002年 | 677               |
| 2003年 | 676               |
| 2004年 | 705               |
| 2005年 | 753               |
| 2006年 | 754               |
| 2007年 | 760               |
| 2008年 | 773               |
| 2009年 | 730               |
| 2010年 | 738               |
| 2011年 | 628               |
| 2012年 | 628               |
| 2013年 | 624               |
| 2014年 | 642               |
| 2015年 | 673               |
| 2016年 | 713               |
| 2017年 | 761               |
| 2018年 | 787               |
| 2019年 | 795               |
| 2020年 | 624               |
| 2021年 | 630               |
| 2022年 | 696               |
| 2023年 | 767               |

## 駅周辺
周辺施設は近鉄富田駅と概ね重複するが、郵便局などの公共施設は当駅東口の周辺に多く点在している。
西口
- 近鉄富田駅 - 近鉄名古屋線・三岐鉄道三岐線（近鉄連絡線）当駅約300 m西方。
- 東海道富田の一里塚（旧跡）
- 四日市市立富田小学校
- 四日市市立富田幼稚園
- 鳥出神社
- 富田城跡地
- 三重県道520号富田停車場線

東口
- イオンモール四日市北
- エディオン 四日市北店
- 三岐鉄道本社
- 四日市北消防署
- 四日市市立富田保育園
- 四日市松原郵便局
- 聖武天皇社
- 松原公園
- 塩役運河跡地の水と緑のせせらぎ広場
- 富田一色平治郎橋
- 国道1号

### バス路線
三岐鉄道の四日市大学方面への路線が発着している。

## その他
- 当駅発着のマルス券の切符を購入すると「（関）富田 - ○○」または「○○ - （関）富田」と印字される（関は関西本線の略）。これは同一表記駅名であるJR東日本両毛線の富田駅（とみたえき、栃木県足利市）と区別するためである。
- 三岐鉄道が旅客営業をしていた時代、近鉄時刻表の三岐鉄道欄では当駅は「国鉄富田」駅と表記されていた。
  - 方向板は、近鉄連絡線が開通するまでは単に「富田」だったが、開通後は「国鉄富田」に改められた。また、近鉄富田駅行きの電車と区別するため、近鉄連絡線開通後の方向板は全て赤文字で書いたものを、方向幕は「国鉄」を赤文字で書いたものを使用していた。
  - 現在も三岐線の全車両に「JR富田」の表示が用意されているが、使用実績はない（三岐線列車の国鉄富田駅乗り入れは国鉄分割民営化前の1985年に廃止）。方向幕に移行後の「国鉄富田」の表示と同じく、「JR」の部分が赤文字となっている。

## 隣の駅
東海旅客鉄道（JR東海）
CJ 関西本線
■快速「みえ」・■快速
通過
■区間快速・■普通
朝日駅 (CJ08) - 富田駅 (CJ09) - 富田浜駅 (CJ10)
三岐鉄道
■三岐線（貨物線）
富田駅 - （三岐朝明信号場） - 大矢知駅
※旅客営業廃止以前は、富田駅と三岐朝明駅（現・三岐朝明信号場）間に富田西口駅（近鉄富田駅と同一駅扱い）が存在していた。